# 5. rang hrvatskog rukometnog prvenstva 2017./18.
Ljestvice i sastavi liga petog stupnja hrvatskog rukometnog prvenstva u sezoni 2017./18.

### Međužupanijska liga Zagreb
| mj. | klub                  | ut. | pob. | ner. | por. | gol+ | gol- | GR   | bod     |
| --- | --------------------- | --- | ---- | ---- | ---- | ---- | ---- | ---- | ------- |
| 1. | Sesvete III           | 18  | 15   | 0    | 3    |      |      | +141 | 30      |
| 2. | Mladost '09 Samobor   | 18  | 14   | 0    | 4    |      |      | +77  | 28      |
| 3. | Pavleki Zagreb        | 18  | 13   | 1    | 4    |      |      | +120 | 27      |
| 4. | Iluzija Velika Gorica | 18  | 12   | 1    | 5    |      |      | +29  | 25      |
| 5. | Moslavina II Kutina   | 18  | 10   | 2    | 4    |      |      | +61  | 22      |
| 6. | Silent Zagreb         | 18  | 5    | 1    | 12   |      |      | -70  | 11      |
| 7. | Dinamo Zagreb         | 17  | 4    | 4    | 9    |      |      | -24  | 10 (-2) |
| 8. | Medveščak II Zagreb   | 17  | 2    | 1    | 14   |      |      | -23  | 4 (-1)  |
| 9. | Čazma                 | 16  | 3    | 0    | 13   |      |      | -115 | 4 (-2)  |
| 10. | Rugvica               | 9   | 3    | 0    | 6    |      |      | -23  | 0 (-6)  |
| |                       |     |      |      |      |      |      |      |         |
| Rugvica odustala u proljetnom dijelu sezone. Preostale utakmice registrrane 10:0 za protivnika nepotpuna ljestvica |                       |     |      |      |      |      |      |      |         |

 Izvori: 

 Mladost 09, ljestvica 

 Mladost 09, rezultati jesen 

 Mladost 09, rezultati proljeće  

## Unutrašnje poveznice
- Premijer liga 2017./18.
- 1. HRL 2017./18.
- 2. HRL 2017./18.
- 3. HRL 2017./18.
- Hrvatski kup 2017./18.

## Vanjske poveznice
- hr-rukomet.hr
- zrs.com.hr - Zagrebački rukometni savez